# Nepenthes sibuyanensis
Nepenthes sibuyanensis är en tvåhjärtbladig växtart som beskrevs av Nerz. Nepenthes sibuyanensis ingår i släktet Nepenthes och familjen Nepenthaceae. Inga underarter finns listade i Catalogue of Life.

## Bildgalleri

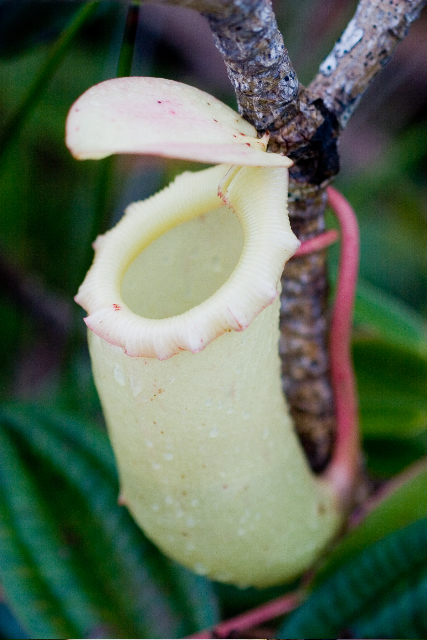
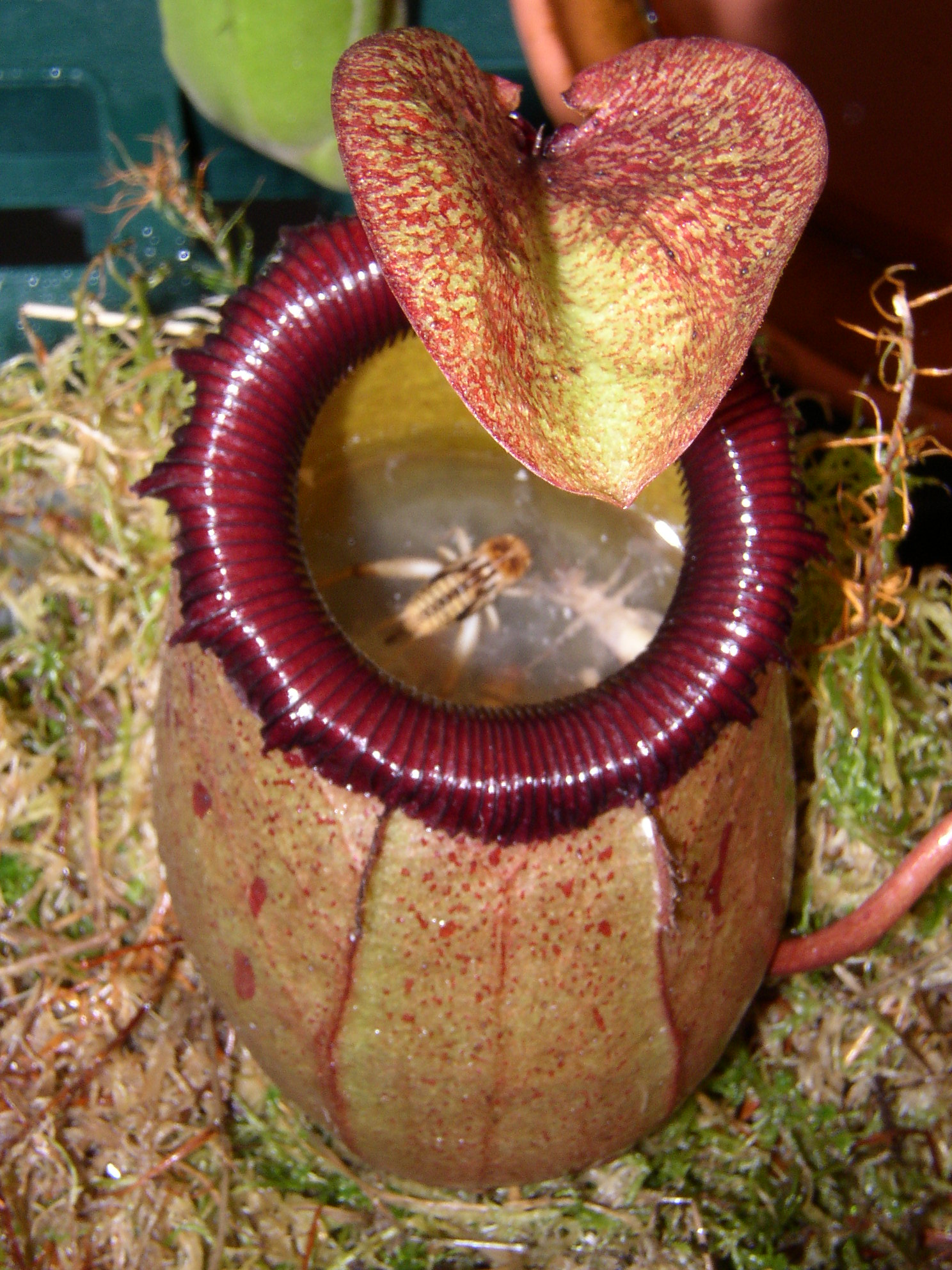
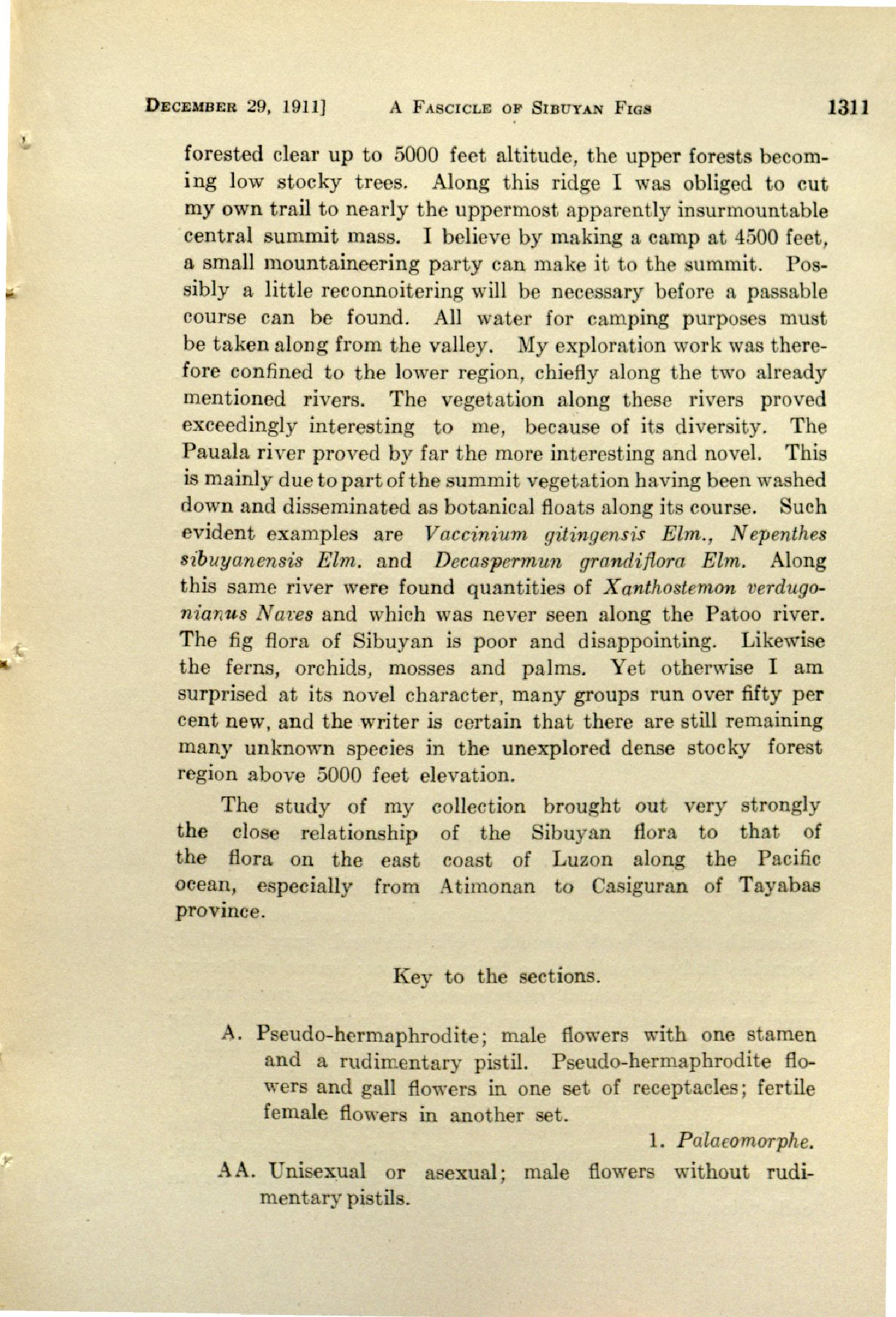
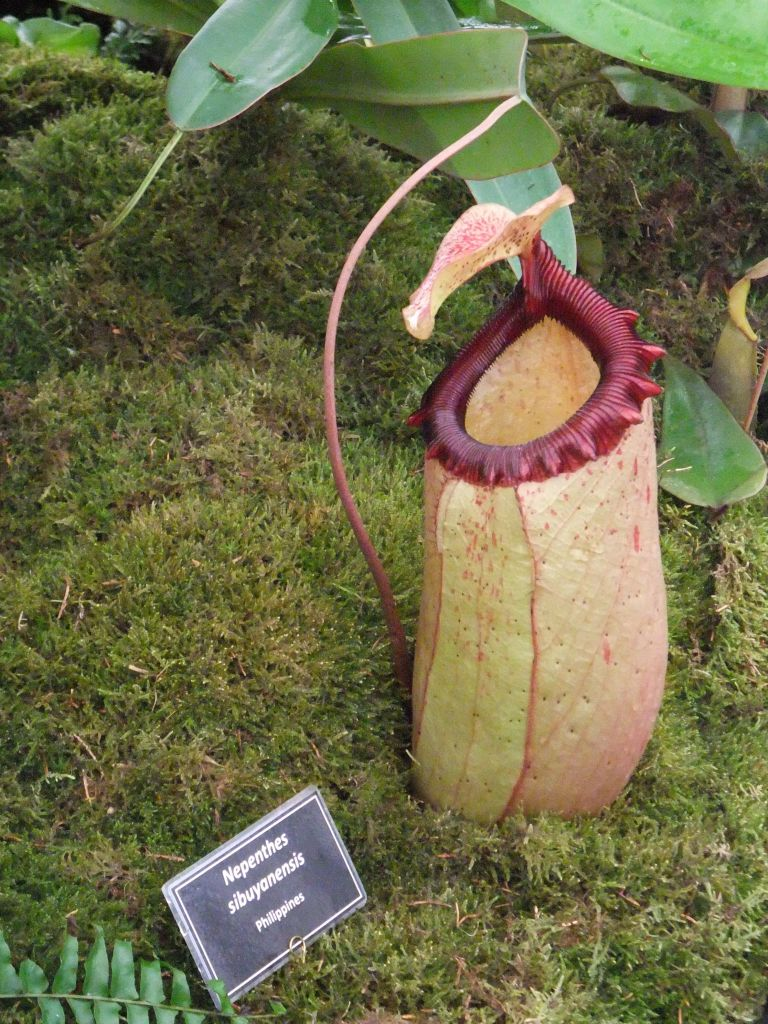
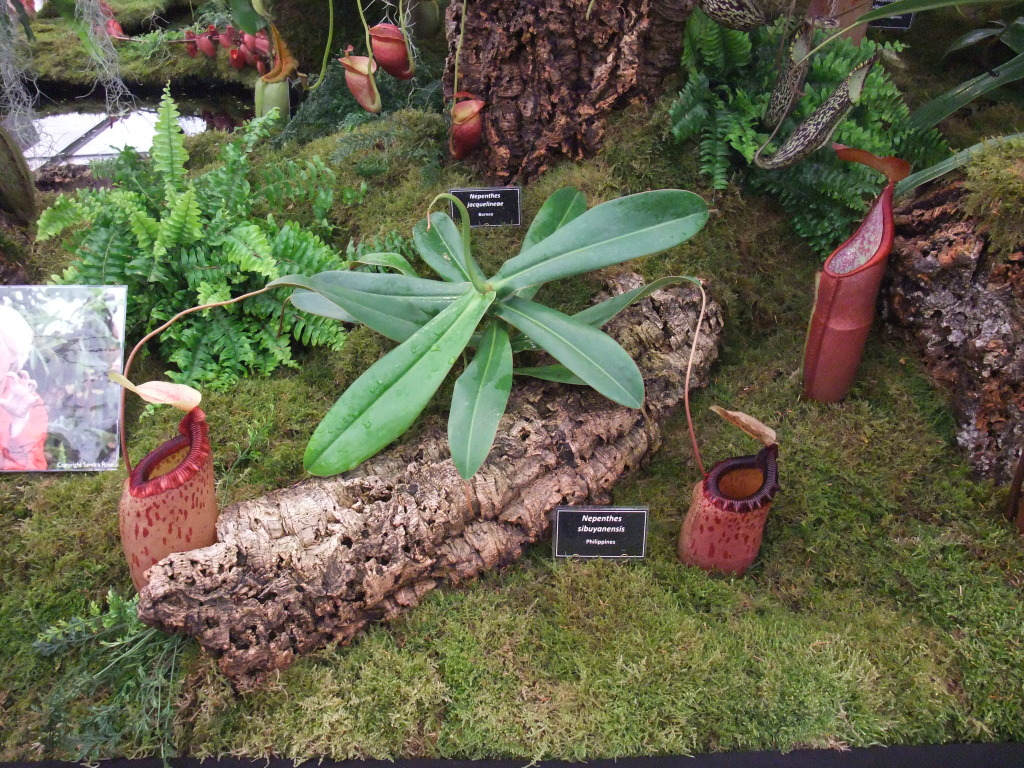